# Tortilla leves
A Tortilla leves (eredeti címe: Tortilla Soup) 2001-ben bemutatott amerikai vígjátékdráma, amelyet María Ripoll rendezett. A forgatókönyvet Ang Lee 1994-es Eat Drink Man Woman című filmje alapján készítették. A főbb szerepekben Héctor Elizondo, Jacqueline Obradors és Elizabeth Peña. 2001. június 9-én mutatták be a Seattle Nemzetközi Filmfesztiválon, majd augusztus 21-től a szélesebb amerikai közönség előtt. A magyar bemutató dátumáról nincs adat, az HBO vetítette le magyar szinkronnal.

## Cselekmény
Az idős Martin Naranjo nyugdíjas séf, aki három felnőtt lányával él együtt Los Angeles külvárosában. Bár felesége halála óta elvesztette a szaglását és az ízlelését, még mindig bonyolult, többfogásos ételeket főz családjának és barátainak. Leticia, a legidősebb és legkonzervatívabb a három közül, középiskolai kémiatanárnő, aki elhagyta a katolicizmust, hogy újjászületett keresztény legyen. A középső lány, Carmen osztozik apja ételek iránti szenvedélyében, és szíve mélyén éttermet alapítana, de inkább egy stabilabb karriert választ az üzlet világában. Maribel, a legfiatalabb lány, aki kicsit lázadó.
A háztartásban gyakran tartózkodik az elvált Yolanda, aki eltökélte, hogy feleségül megy Martinhoz. Maribel vonzódik a jóképű brazil diákhoz, Andyhez, akivel röpke randizás után összeköltözik a család és a férfi megdöbbenésére. Eközben Leticia vonzódni kezd Orlando Castillóhoz, aki baseball edző az iskolájában. A nő azt hiszi, hogy a férfitól kapja a szerelmes leveleket, nem is sejtve, hogy valójában a diákjai írták őket. Carmennek felajánlanak egy nagyszerű állást Barcelonában. Carmen először elfogadja, majd a reptéren meggondolja magát, és hazatér, hogy beteljesítse az álmait. Leticia és Orlando megszökik, Maribel és Andy szakítanak, majd újra összejönnek, Martin elveszi Yolandát, és mindenki összegyűlik egy családi ebédre Carmen új éttermében.

## Szereplők
| Szerep         | Színész             | Magyar hangja    |
| -------------- | ------------------- | ---------------- |
| Martin         | Héctor Elizondo     | Barbinek Péter   |
| Carmen         | Jacqueline Obradors | Gubás Gabi       |
| Leticia        | Elizabeth Peña      | Juhász Judit     |
| Maribel        | Tamara Mello        | Vadász Bea       |
| Orlando        | Paul Rodriguez      | Berzsenyi Zoltán |
| Yolanda        | Constance Marie     | Bertalan Ágnes   |
| Antonio Urgell | Joel Joan           | Dolmány Attila   |
| Andy           | Nikolai Kinski      | Tóth Barna       |
| Gomez          | Julio Oscar Mechoso | Várkonyi András  |
| Hortensia      | Raquel Welch        | Kovács Nóra      |
| Jeff           | Ken Marino          | Nagy Ervin       |
| April          | Marisabel García    | Gulás Fanni      |

## Fogadtatás

### Kritikai visszhang
A film jó érzést keltett a kritikusokban. A Rotten Tomatoeson 75%-os minősítést ért el 75 értékelés alapján, az összefoglaló szerint: „Ang Lee Eat Drink Man Woman című filmjének angol remake-je, a Tortilla leves ugyanolyan bájos és ízletes, mint a benne szereplő ételek.” Lisa Alspector a Chicago Readertől azt írta: „Csak néhány jellemábrázolás mutat finomságot, bár a legtöbb alakítás jelentős bájjal bír.” Ken Eisner a Varietytől azt írta: „A Tortilla leves egy tökéletesen összeillesztett szerepgárdának köszönhetően, amelyet az eddigi legjobb filmszerepét alakító Héctor Elizondo vezet, egy melegvérű győztes film, amely egyforma hangsúlyt fektet az ízlelőbimbókra és a szívhúrokra.” Michael O'Sullivan a Washington Posttól úgy vélte: „Laktató, de nem eredeti étel.”
A Metacritic 58 pontot adott a 100-ból 23 vélemény alapján. Lou Lumenick a New York Posttól azt írta: „A külföldi filmek angol nyelvű remake-jei általában gyanúsak, de a Tortilla leves a szabályt erősítő kivétel - egy ízes vígjáték egy Los Angeles-i latin-amerikai család ételközpontú történetéről.” Chris Kaltenbach a Baltimore Suntól azt írta: „Az egész szereplőgárda jó. Kár, hogy ez a sok jó munka nem áll egy jobb, vagy minden bizonnyal eredetibb forgatókönyv szolgálatában.” Jay Carr a Boston Globe-tól azt írta: „Attribútumai és eredményei szerények, de áriái, duettjei és együttesei mégis magával ragadóak.”

### Bevétel adatai
A Box Office Mojo szerint a film 4,5 millió dolláros bevételt ért el, a költségvetésről nincs adat.